# 方法之书
《方法之书》（法語：Le Livre des solutions）是2023年上映的法国喜剧剧情片，由米歇·龔德里自编自导。
电影于2023年5月21日在第76屆坎城影展導演雙週单元首映，2023年9月13日在法国上映。

## 梗概
马克是一位导演，有着蒸蒸日上的事业，生活也过得不错。在他的带领下，一支剧组来到塞文山脉的一座小山村拍电影，那里是马克姨妈丹妮丝生活的地方。来到小山村，马克的创作灵感突然喷发，以至于他将这些灵感写成一本“方法之书”，里面充满了许许多多的建议。

## 演员
- 皮耶·尼內 饰 马克（Marc）
- 布朗什·加丁（英语：Blanche Gardin） 饰 夏洛特（Charlotte）
- 弗朗索瓦兹·勒布伦（英语：Françoise Lebrun） 饰 丹妮丝（Denise）
- 法兰琪·瓦拉赫（Frankie Wallach）饰 西尔维娅（Sylvia）
- 卡米莉·拉瑟福德（法语：Camille Rutherford） 饰 加布丽艾儿（Gabrielle）
- 文森特·艾尔巴兹（英语：Vincent Elbaz） 饰 马蒂亚斯（Mathias）
- 穆拉德·布达乌德（Mourad Boudaoud）饰 卡洛斯（Carlos）
- 萨莎·布尔多（英语：Sacha Bourdo）
- 多米尼克·瓦拉迪（英语：Dominique Valadié）
- 史汀 饰 自己
- 亚历克斯·马丁（Alex Martin）饰 执行制片人
- 卢卡斯·诺埃尔（Lucas Noël）
- 罗丝·哈林（Rose Harlean）饰 电影观众

## 制作
电影以导演米歇·龔德里制作2013年电影《泡沫人生》的艰难过程为蓝本。2021年10月，皮耶·尼内宣布在贡德里执导的全新喜剧剧情片中担任主角。尼耶表示自己一直以来都想和贡德里合作，他们第一次是见面是在2012年凯撒电影奖的暖场派对上，当时贡德里同意他陪伴在自己身边，他把贡德里当成“教父”。贡德里上一部作品是2015年的《青春冒险王》。电影由乔治·贝尔曼（Georges Bermann）以旗下的游击队影业参与制作。
2022年5月，电影在戛纳电影市场上展出，接受全球各地的电影发行商购买发行权。同年6月6日，主体拍摄在法国加尔省启动，取景地包括勒维冈、圣索沃尔-康普里约的市镇，以及奥德省维勒马涅、洛泽尔省梅吕埃斯及巴黎。

## 发行
电影入选第76屆坎城影展導演雙週单元，2023年5月21日全球首映。电影于2023年9月13日在法国院线上映，由The Jokers负责发行。电影入选第28届釜山国际电影节“Icon”单元，2023年10月7日放映。海外发行由Kinology负责。

## 反响
根据評論匯總网站爛番茄汇总的19篇评论文章，74%的评论家给予该作正面评价，平均打分为6.8分（满分10分）。在Metacritic上，7位影評人共給予了65分的分數（滿分100分），這部電影獲得了「普遍好評」。